# Ferrari 750 Monza
De Ferrari 750 Monza is een sportwagen van het Italiaanse automerk Ferrari.
Het design is ontworpen door Alfedo (Dino) Ferrari, de zoon van Enzo Ferrari.